# FSK-Bus
Der FSK-Bus ist ein Kommunikationssystem für verschiedene Messumformer. Damit lassen sich mehrere Messumformer an diesen Bus anschließen und über einen Computer mittels einer speziellen Software programmieren. Der Vorteil des Bussystems ist, dass man die einzelnen Geräte nur parallel anschließen muss. Dadurch ist es möglich, alle Messumformer bequem von einem Bedienplatz aus zu parametrieren. Ein Beispiel für einen Messumformer, der den FSK-Bus unterstützt, ist der ASK-800 von Camille & Bauer.